# داریوش عیاری
داریوش عیاری (زاده ۱۳۲۵) فیلمبردار ایرانی است. وی دانش‌آموخته روزنامه‌نگاری و فعالیت در سینما را با فیلمبرداری فیلم تنوره دیو در سال ۱۳۶۴ آغاز کرد. او برادر کیانوش عیاری کارگردان سینما است.

## فیلم‌بردار
| سال تولید | نام فیلم              | کارگردان         |
| --------- | --------------------- | ---------------- |
| ۱۴۰۱      | ویلای ساحلی           | کیانوش عیاری     |
| ۱۳۹۶      | جاده قدیم             | منیژه حکمت       |
| ۱۳۹۵      | کاناپه                | کیانوش عیاری     |
| ۱۳۹۴      | باران می‌بارید         | علی صفی‌خانی      |
| ۱۳۹۳      | این سیب هم برای تو    | سیروس الوند      |
| ۱۳۹۲      | دربست آزادی           | مهرشاد کارخانی   |
| ۱۳۹۲      | رنج و سرمستی          | جهانگیر الماسی   |
| ۱۳۸۹      | خانه پدری             | کیانوش عیاری     |
| ۱۳۸۸      | عروسک                 | ابراهیم وحیدزاده |
| ۱۳۸۷      | اینک رستگاری          | فرزاد موتمن      |
| ۱۳۸۷      | تاکسی نارنجی          | ابراهیم وحیدزاده |
| ۱۳۸۶      | صداها                 | فرزاد موتمن      |
| ۱۳۸۶      | خواب زمستانی          | سیامک شایقی      |
| ۱۳۸۵      | سه زن                 | منیژه حکمت       |
| ۱۳۸۴      | شام عروسی             | ابراهیم وحیدزاده |
| ۱۳۸۲      | معادله                | ابراهیم وحیدزاده |
| ۱۳۸۱      | روز کارنامه           | مسعود کرامتی     |
| ۱۳۸۰      | مربای شیرین           | مرضیه برومند     |
| ۱۳۷۹      | زندان زنان            | منیژه حکمت       |
| ۱۳۷۷      | دختری با کفش‌های کتانی | رسول صدر عاملی   |
| ۱۳۷۶      | شبیخون                | جمشید آهنگرانی   |
| ۱۳۷۵      | جوانمرد               | جمشید آهنگرانی   |
| ۱۳۷۴      | راز مینا              | عباس رافعی       |